# Cathal Maenmaighe
Cathal Maenmaighe (m. 745) fue el 19.º Rey de Uí Maine.
Cathal parece para tener tomado su nombre de Trícha Máenmaige.
Durante su reinado, los acontecimientos siguientes ocurrieron en Connacht e Irlanda
- 739 - "El mar arrojó a la orilla una ballena en Boirche, en la provincia de Ulster. Todo el mundo en la vecindad fue a verla por su maravilla. Cuándo estuvo muerta, tres dientes dorados fueron encontrados en su cabeza, cada uno de los cuales contenía cincuenta onzas. Fiachna, hijo de Aedh Roin, Rey de Ulidia, y Eochaidh, hijo de Breasal, jefe de Ui Eathach Iveagh, envió un diente de ellos a Beannchair, donde permaneció el altar durante largo tiempo, para ser visto por todos en general."
- 742 - "Comman de Ross, que era Abad  de Cluain Mic Nois, y eke un hombre lleno de la gracia de Dios fue, murió."
- 743 - "Barcos con sus tripulaciones, fueron claramente vistos en el cielo este año."
- 744 - "Cluain Fearta Brenainn (Clonfert) fue quemado."